# Stedman Pearson
Stedman Pearson (Romford, Essex, 29 de juny de 1964 — Islington, 10 de març de 2025) va ser un cantant britànic conegut per formar part del grup pop Five Star, popular als anys 80. El grup va aconseguir èxit amb àlbums com Silk and Steel (1986). A més de la música, Pearson va destacar en la moda, dissenyant el vestuari del grup. Després de la seva carrera musical, va dedicar-se a la dansa i va participar en programes de televisió com The All Star Talent Show (2006). Va morir el 10 de març de 2025 a causa de complicacions derivades de la diabetis.